# 微生物技术国家重点实验室
微生物技术国家重点实验室是位于中国山东省济南市的一个国家重点实验室，隶属于山东大学。1987年，山东大学微生物学学科经中国相关部门批准，由世界银行贷款120万美元，国内项目资金362万元人民币投资建设，筹建国家重点实验室，于1995年11月通过国家验收。实验室主要研究方向包括：微生物资源及其应用基础理论、资源开发及及其转化技术、微生物及其酶分子生物学及代谢工程改造。

## 主要人物
- 实验室学术委员会主任：中国科学院院士邓子新教授
- 实验室主任：“千人计划”国家特聘专家张友明教授